# Гларнские Альпы
Гларнские Альпы (нем. Glarner Alpen) — горы, часть Западных Альп на востоке Швейцарии (кантоны Ури, Граубюнден, Гларус, Санкт-Галлен, Швиц и Цуг).
Гларнские Альпы отделены от Лепонтинских Альп (на юге) долиной Переднего Рейна и перевалом Оберальп, от восточной части Бернских Альп (на западе) — долиной реки Рёйс (Ройс), с востока и севера ограничиваются долиной Рейна.
Наивысшая точка — гора Тёди (3614 м).
Название Гларнских Альп происходит от города и кантона Гларус.